# Abraham Judaeus Bohemus
Abraham Judaeus Bohemus, polnisch auch Abraham z Pragi und Abraham Czech (* vor 1495; † 1533 in Lemberg) war ein jüdischer Bankier und Steuereintreiber der polnischen Könige.

## Leben
Abraham diente zunächst als Bankier unter König Vladislav II von Böhmen und Ungarn, emigrierte gegen 1495 nach Polen und ließ sich in Krakau nieder, wo er weiterhin dessen und Maximilian I. Bankier blieb.
Dank Empfehlungen von König Vladislav II. und Maximilian I. wurde er schnell zum Bankier des polnischen Königs Alexander dem Jagiellonen und später von Sigismund I.
Im Jahre 1512 wurde er von Sigismund I. ernannt, die von Juden zu entrichtenden Steuern in Großpolen und Masowien und ab 1514 auch in Kleinpolen, somit im gesamten Polen einzutreiben. Die jüdischen Gemeinden in Krakau und anderen Orten versagten ihm Gehorsam und sprachen ihm wegen seines harschen Vorgehens den Bann. Daher stellte Sigismund I. Abraham unter seine alleinige Rechtsprechung, warnte die Juden und insbesondere die Rabbiner mit Abraham zusammenzuarbeiten und verbot jegliche Exkommunikation. Abraham nutzte seinen Einfluss am Königshof, um dort als Schtadlan zu agieren.
Im Jahr 1518 gewährte ihm der König das Recht, in ganz Polen frei zu wohnen und Handel zu treiben. Er ließ sich durch Bestreben der Königin Bona Sforza in Lemberg nieder, wo er einen großen Waren- und Geldkontor sowie eine Faktorei führte.